# 육사시미
육사시미(肉刺身)는 한국의 날고기 회이다. 일반적인 육회와 달리, 날고기를 채를 치거나 양념하지 않고 내며, 간장, 고추장 등에 찍어 먹는다. 주로 쇠고기의 우둔, 사태 또는 닭고기의 안심 등으로 만든다.

## 종류
얇게 저며 내는 것은 편육회(片肉膾) 또는 생육회(生肉膾)라 부르며, 이는 언론의 순화 표기이기도 하다. 뭉텅뭉텅 썰어 내는 것은 뭉티기, 뭉테기, 뭉텅이고기로 부르는데, 특히 대구 지역에서 주로 사용하는 명칭이다. 호남지역에서는 생고기라 부른다.

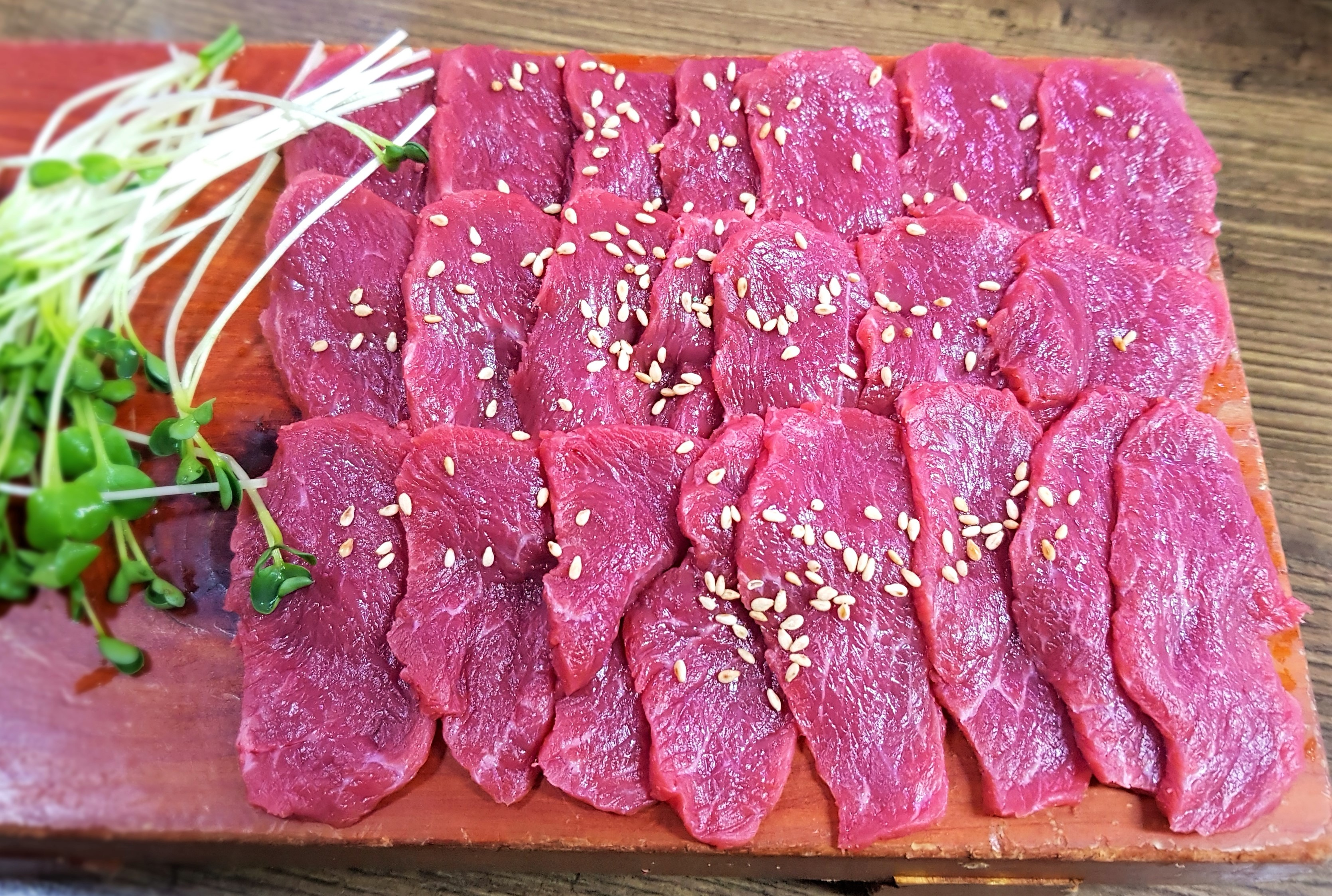
육사시미
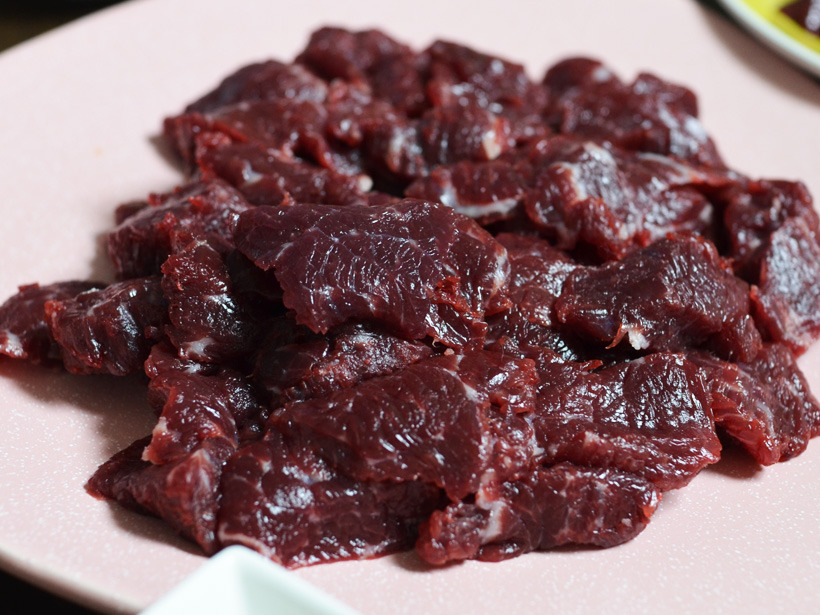
뭉티기

## 재료
다른 고기(양고기, 돼지고기 등)을 쓰기도 한다. 하지만 거의 소고기를 쓴다.

## 같이 보기
- 다타키
- 육회